# فرزاد فرهادیان
فرزاد فرهادیان (زاده ۱۱ آبان ۱۳۴۵ - اسلام‌آباد غرب) والیبالیست اهل ایران است.

## زندگی‌نامه
فرزاد فرهادیان یازده آبان ماه سال ۱۳۴۵ در شهرستان شاه آباد غرب در استان کرمانشاه متولد شد.
فعالیت ورزشی خود را به عنوان دروازه‌بان فوتبال از سن دوازده سالگی آغاز کرد و سالها در این رشته فعال بود. بعدها به توصیه معلم ورزش مدرسه اش (آقای فریبرز حمزه ای) به ورزش والیبال روی آورد. به همراه تیم منتخب والیبال کرمانشاه در لیگ والیبال ایران خود را نشان داد و از سال۱۳۶۵ تا سال ۱۳۷۵ عضو تیم ملی والیبال ایران در مسابقات بین‌المللی و آسیایی بود.
در رده‌های باشگاهی هم سالها عضو باشگاه‌های بانک تجارت کرمانشاه و بانک تجارت و پیکان تهران بود. با باشگاه بانک تجارت تهران به مقام قهرمانی جام باشگاه‌ها و جام حذفی تهران رسید. با همین باشگاه چندین بار نایب قهرمان لیگ ایران شد. از سال ۱۳۷۳ با انحلال باشگاه بانک تجارت تهران به باشگاه پیکان تهران پیوست. به همراه این تیم هم قهرمانی باشگاه‌ها، جام حذفی تهران، لیگ سراسری ایران و نایب قهرمانی باشگاه‌های آسیا(۱۳۷۵) را کسب کرد. در مسابقات بین‌المللی دهه فجر در ایران و در مسابقات بین‌المللی بلغارستان و مجارستان و به همراه تیمهای ذوب آهن اصفهان، دخانیات تهران و تیم ملی ایران، در کسب مقام قهرمانی سهیم بود. با تیم ملی والیبال ایران در مسابقات قهرمانی آسیا، در سالهای ۱۹۹۱ (استرالیا) و ۱۹۹۳ (تایلند) به مقام پنجم آسیا رسید.
او دارای کارت مربیگری درجه یک ایران و درجه سه هلند می‌باشد. فرهادیان در سال ۱۳۷۵ که با تیم پیکان تهران به مقام قهرمانی لیگ ایران و باشگاه‌های تهران رسید، به ادامه فعالیتهای ورزشی اش در ایران پایان داد و برای تحصیل به کشور هلند مهاجرت کرد. سال ۱۹۹۹ با باشگاه لیکرخوس (lycurgus) از شهر خرونگین، سوپر لیگ هلند را تجربه نمود و از سال ۲۰۰۳ تا سال ۲۰۰۹ بعنوان بازیکن و مربی در باشگاه آکتیف (Actief)، مشغول به فعالیت بود.
رزومه ورزشی:
عضو تیم ملی والیبال امید ایران/
عضو تیمهای ملی والیبال ایران بمدت ده سال/
هفت سال قهرمان مسابقات بین المللی دهه فجر با تیمهای ملی والیبال ایران/
بازیکن تیمهای والیبال بانک تجارت کرمانشاه -دخانیات تهران- ذوب آهن اصفهان- بانک تجارت و پیکان تهران (ایران)/
عضو تیم والیبال لیکرخوس در سوپر لیگ هلند/
بازیکن و مربی تیم والیبال آکتیف درلیگ اول هلند/
قهرمان مسابقات بین المللی بلغارستان به همراه باشگاه دخانیات تهران/
قهرمان مسابقات جام واشاش در مجارستان بهمراه تیم ملی والیبال ایران/
بهترین زننده سرویس لیگ سراسری والیبال ایران از نظر کارشناسان و خبرنگاران/
منتخب بهترین بازیکنان جام دوم باشگاههای برتر ایران/
منتخب بهترین بازیکنان مسابقات قهرمانی کشور – تبریز/
مقام پنجم مسابقات فهرمانی آسیا در استرالیا همراه تیم ملی والیبال ایران/
قهرمان مسابقات لیگ سراسری - باشگاهها و جام حذفی تهران با تیم والیبال بانک تجارت تهران/
قهرمان دانشگاههای کشور همراه با تیم دانشگاه آزاد واحد تهران/ 
قهرمان مسابقات لیگ سراسری - باشگاهها و جام حذفی تهران با تیم والیبال پیکان تهران/
نایب قهرمان مسابقات باشگاههای آسیا بهمراه تیم والیبال پیکان تهران/
مقام پنجم مسابقات قهرمانی آسیا در تایلند بهمراه تیم ملی والیبال ایران/
هفت سال مربی تیمهای والیبال باشگاه آکتیف در هلند/